# Rabidosa rabida
Rabidosa rabida är en spindelart som först beskrevs av Charles Athanase Walckenaer 1837.  Rabidosa rabida ingår i släktet Rabidosa och familjen vargspindlar. Inga underarter finns listade i Catalogue of Life.